# اوتو استوکوفسکی
اوتو استوکوفسکی (آلمانی: Oliver Stokowski؛ زادهٔ ۸ اوت ۱۹۶۲) هنرپیشه اهل آلمان است.
از فیلم‌ها یا برنامه‌های تلویزیونی که وی در آن نقش داشته‌است می‌توان به آزمایش، سکوت، و کتاب‌دزد اشاره کرد.